# Laviéville
Laviéville är en kommun i departementet Somme i regionen Hauts-de-France i norra Frankrike. Kommunen ligger i kantonen Albert som tillhör arrondissementet Péronne. År 2022 hade Laviéville 169 invånare.

## Befolkningsutveckling
Antalet invånare i kommunen Laviéville
| Referens: INSEE |